# Hühnertraktor

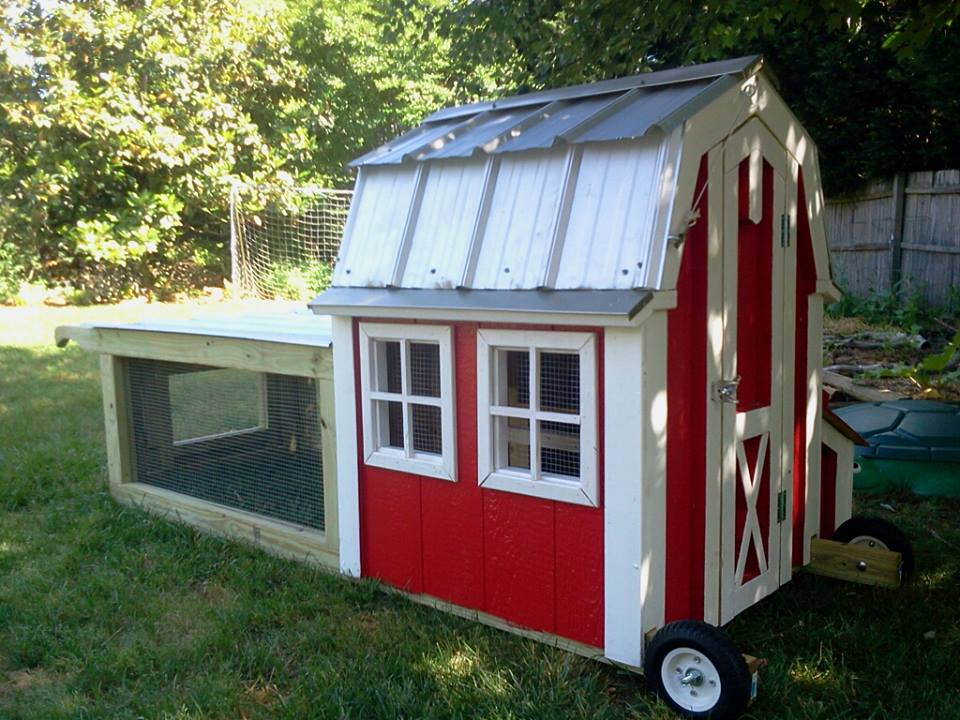
Aufwändig konstruierter Chicken Tractor für die Privathaltung

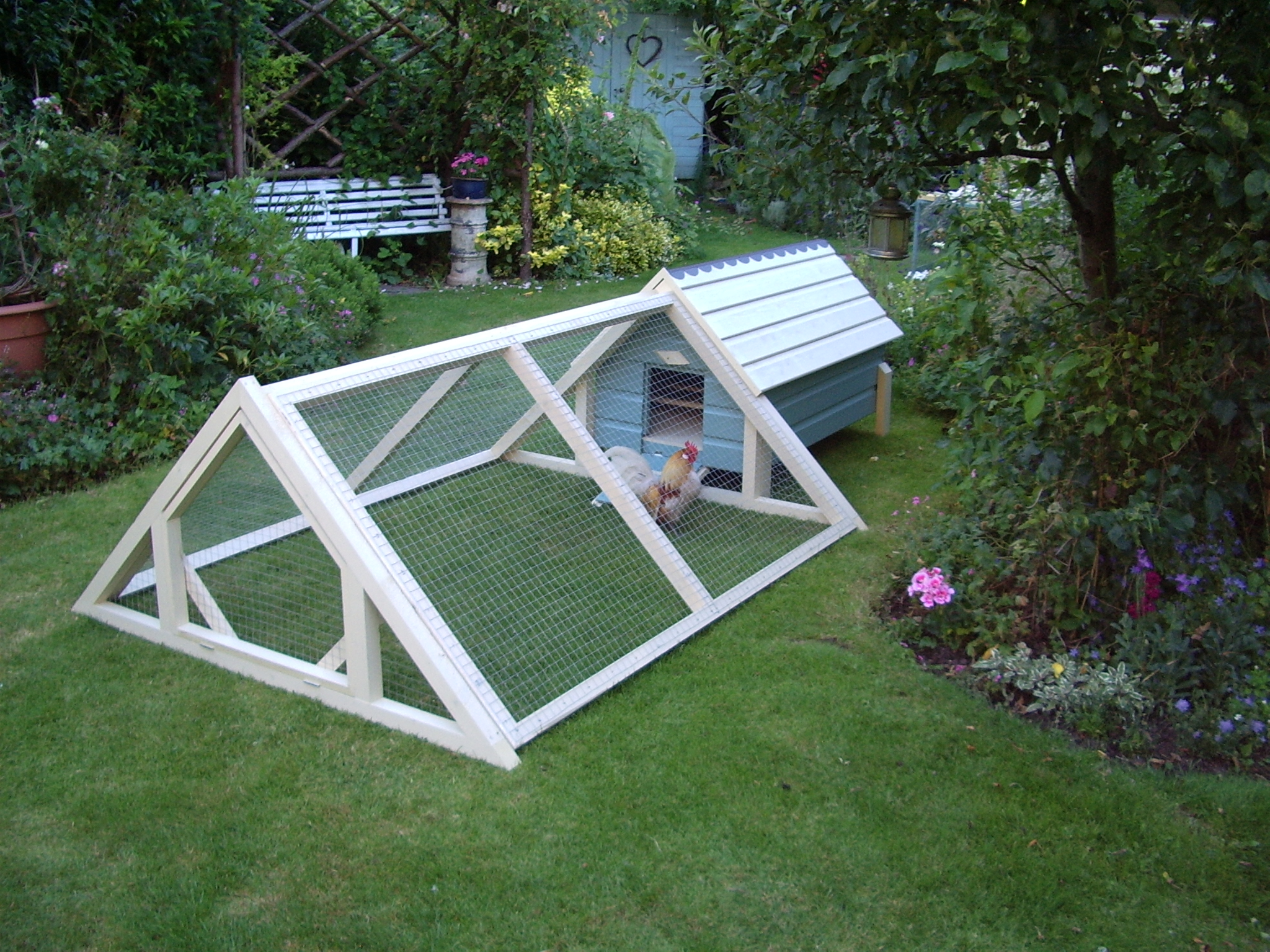
Chicken Tractor in einem Privatgarten

Der Hühnertraktor (engl. Chicken Tractor) ist ein mobiler Hühnerstall, der es den Hühnern erlaubt, auf Grünflächen zu picken und zu scharren, und der regelmäßig versetzt wird. Ein einheitlicher deutscher Begriff hat sich bislang dafür nicht gebildet.
Chicken Tractors werden gelegentlich bei der kommerziellen Freilandhaltung von Hühnern oder bei Landbewirtschaftungen, die dem Prinzip der Permakultur folgen, verwendet. Sie sind in der kommerziellen Haltung keine neue Entwicklung, jedoch finden sie für die artgerechte Hühnerhaltung häufigere Verwendung, weil die Nachfrage nach Eiern und Fleisch aus diesem Bereich gestiegen ist.
In den vergangenen Jahren wurden die mobilen Hühnerställe weiterentwickelt und es entstanden komplexe mobile Haltungssysteme. 
Mit der wieder zunehmenden Haltung von Hühnern in Hinterhöfen und in Privatgärten im Rahmen des urbanen Gartenbaus haben Chicken Tractors auch im privaten Bereich Verbreitung gefunden.

## Bauprinzip

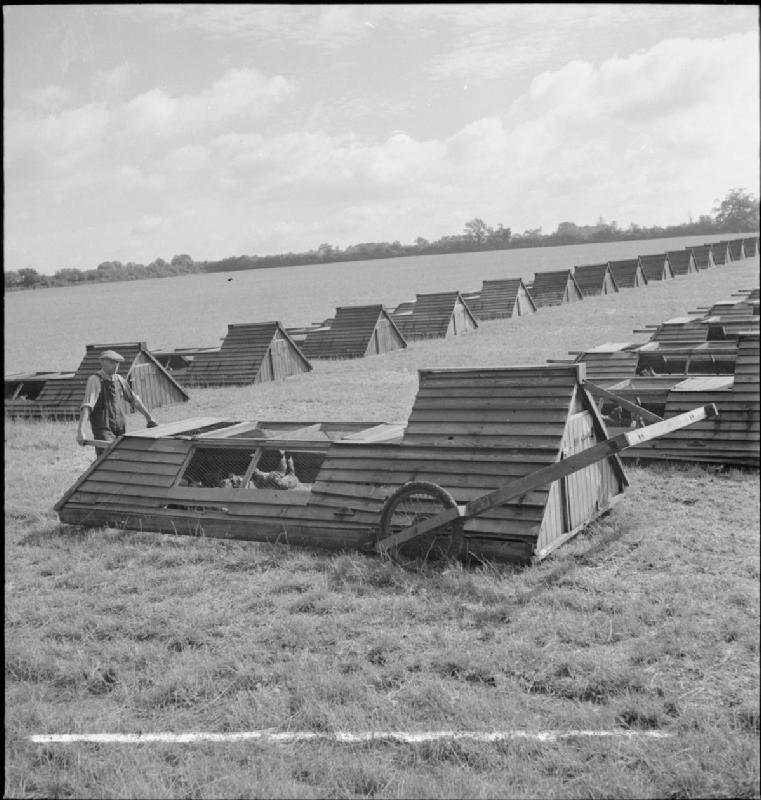
Chicken Tractor in Großbritannien, 1943

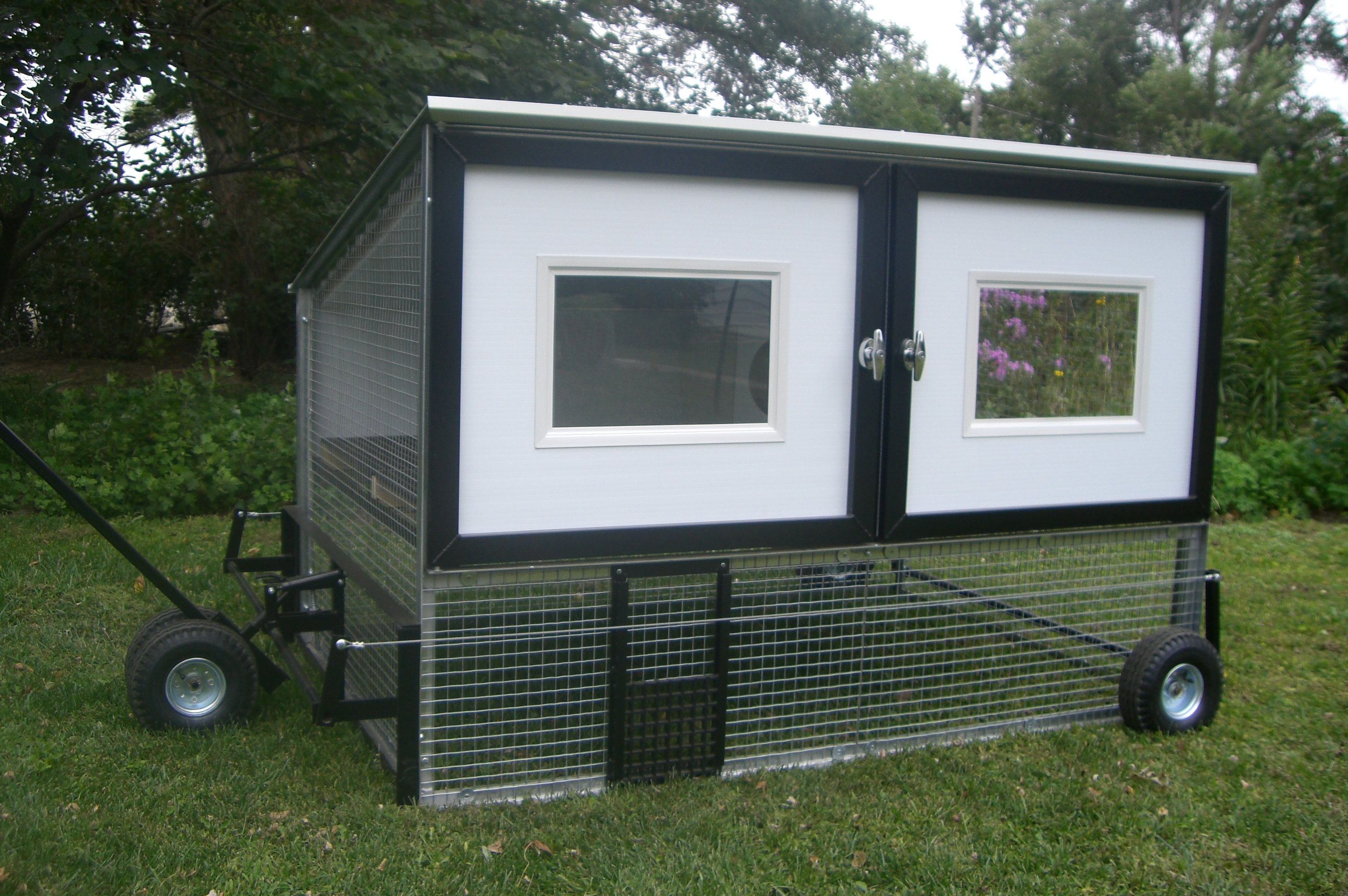
Chicken Tractor

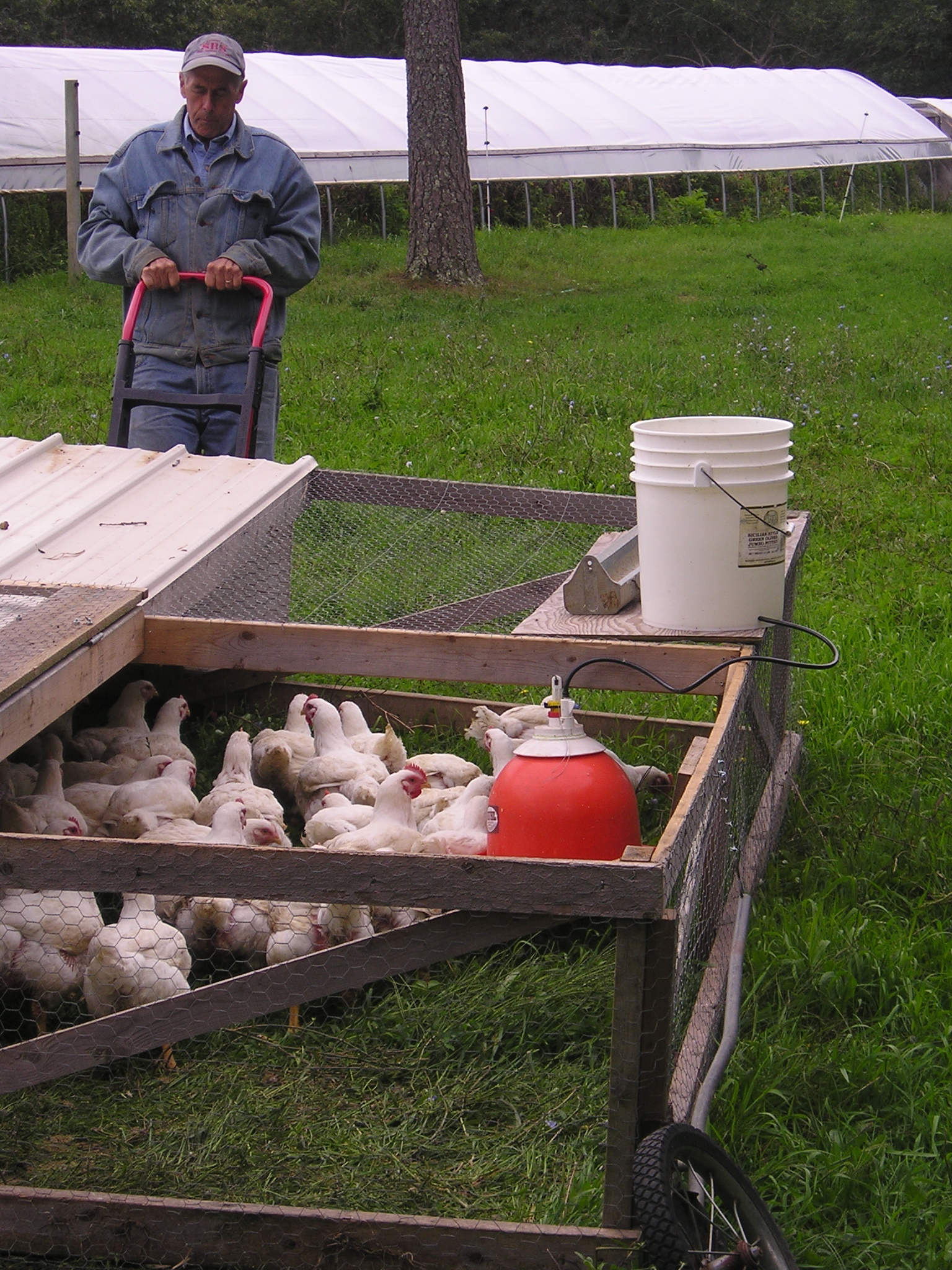
Ein Landwirt auf Martha’s Vineyard versetzt einen großen Chicken Tractor, in dem Dutzende von Hennen heranwachsen.

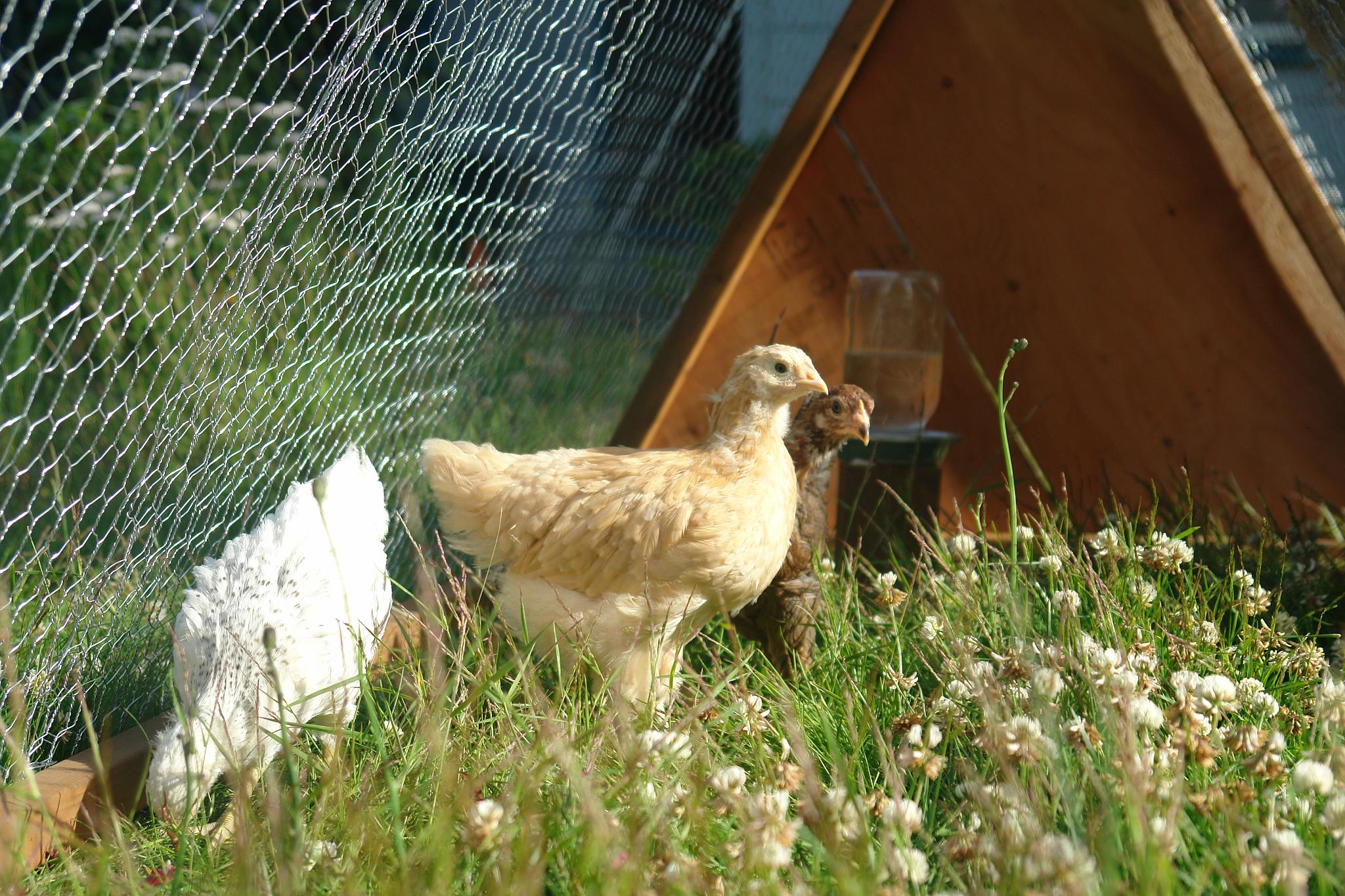
Drei Hennen in einem Chicken Tractor

Ein Chicken Tractor muss grundsätzlich mobil sein und den darin gehaltenen Hühnern die Möglichkeit geben, auf dem Erdboden zu scharren und zu picken. Das entspricht ihrem natürlichen Verhalten, das sie in der industriellen Massenhaltung nicht oder nur sehr begrenzt ausleben können. Zum Chicken Tractor gehört auch immer ein Stall, in dem die Hühner während der Nacht ruhen können, und der, sofern Legehennen so gehalten werden, auch Legenester aufweist.
Sowohl in der kommerziellen als auch in der privaten Haltung muss der Chicken Tractor regelmäßig versetzt werden, was den Nährstoffeintrag im Boden und dessen Abnutzung sowie die Anreicherung von Krankheitserregern reduziert. Diese Ställe sind ähnlich wie in der konventionellen Boden- und Volierenhaltung ausgestattet.
In der kommerziellen Haltung sind Chicken Tractors häufig so groß, dass sie mit landwirtschaftlichen Maschinen versetzt werden müssen. In der Privathaltung ist das unüblich; hier wird der Chicken Tractor manuell versetzt. Dazu muss die Konstruktion möglichst leicht sein. Typische Formen für einen Chicken Tractor sind deswegen ein leichter, A-förmiger Rahmen, der mit Draht überzogen ist, und ein Hühnerhaus mit Rädern.

## Chicken Tractor und Permakultur
Permakultur setzt beim Anbau beziehungsweise bei der Aufzucht von Lebensmitteln auf naturnahe Kreisläufe ohne den Einsatz von landwirtschaftlichem Gerät. Der Chicken Tractor wird dabei eingesetzt, um Böden aufnahmefähig für eine Ansaat zu machen. Je nach Größe des Chicken Tractors und Anzahl der gehaltenen Hühner wird der Chicken Tractor für eine bis mehrere Wochen auf die vorgesehene Beetfläche aufgestellt. Die Hühner picken dabei alle vorhandenen Grünpflanzen und einen Großteil der im Boden vorhandenen Samen weg und durchscharren dabei auch den Boden.

## Chicken Tractor und Hinterhofhaltung
Chicken Tractors sind in den letzten Jahren in der privaten Hobby-Hühnerhaltung, bei der nur eine sehr kleine Anzahl von Hühnern gehalten wird, sehr populär geworden.
Private Hühnerhaltung war bis in die Zeit nach dem Zweiten Weltkrieg in vielen Haushalten üblich. Hühner wurden sowohl wegen ihrer Eier als auch wegen ihres Fleisches gehalten. Die dafür genutzten festen Hühnerställe sind, weil die Hühner sehr schnell alles Grüne wegfressen, den Boden festtreten und mit ihren Fäkalien überdüngen, häufig eine staubige und unangenehm riechende Angelegenheit, die mühselig zu reinigen ist. Überdies zieht ein solcher Stall mit den Futterresten auch Mäuse und Ratten an. In den 1950er-Jahren verbreiteten sich die Lebensmittel-Supermärkte, die Eier und Hühnerfleisch zu Preisen anboten, die kaum zu unterbieten waren. Die private Hühnerhaltung erschien immer weniger mit dem Leben in Vorstädten vereinbar und kam außer Gebrauch.
In den letzten Jahren wird es jedoch vor allem im angelsächsischen Raum wieder zum Trend, als Hobby eigene Hühner zu halten und so zur eigenen Versorgung beizutragen; wirtschaftliche Faktoren spielen dabei in der Regel keine Rolle. Die Journalistin Susan Orlean datiert den Beginn des Trends zur eigenen Hühnerhaltung auf das Jahr 1982. In diesem Jahr veröffentlichte die US-amerikanische Fernsehköchin und Lebensstilautorin Martha Stewart ihr erstes Buch Entertaining, das sie unter anderem mit ihrer kleinen Schar von Araucanas und Cochins zeigt, zwei Haushuhnrassen, die sehr zahm werden. Auch in ihren weiteren Büchern und vor allem in ihrem Lifestyle-Magazin tauchten immer wieder Fotos ihrer Hühner auf. Orlean weist in ihrem Artikel nach, dass die Entscheidung, eigene Hühner zu halten, mittlerweile genauso wenig erstaunte Kommentare provoziere wie die Entscheidung, die eigenen Tomaten zu züchten.
Die wenigsten Haushalte leben jedoch unter Bedingungen, um ihre Hühner freilaufend halten zu können. Der traditionelle Hühnerstall passt nicht zu dem Wunsch, einer freilaufenden Haltung möglichst nahe zu kommen. Der Chicken Tractor ist dazu die beste Alternative und lässt sich auch in einem gepflegten Vorstadtgarten einsetzen. Im Internet finden sich zahlreiche Bauanleitungen für Chicken Tractors, die für Privathaushalte geeignet sind, die nicht mehr als eine Handvoll Hühner halten möchten. Ein Startup-Unternehmen von vier Design-Studenten des Londoner Royal College of Art entwickelte einen einfach zu reinigenden Hühnerstall aus Hartplastik, der Raum für vier Hühner bot, und verkaufte davon bereits im ersten Jahr trotz eines Preises von fast 400 EUR mehr als 1000 Stück. In den USA gibt es sogar Unternehmen, die einen Hühnertraktor samt Hühnern vermieten, um Privatpersonen die Möglichkeit zu geben, diese Form der Haltung für sich auszuprobieren.

## Wanderhühner
In Oberösterreich wird ein großer mobiler Hühnerstall für "Wanderhühner" angeboten und vertrieben, die Unterstände wechseln regelmäßig den Standort, so dass die Wiese nicht übersäuert wird. Die Eier aus der Freilandhaltung dürfen sich zwar nicht „Bio“ nennen, aber das Image vom glücklichen Wanderhuhn kommt beim Konsumenten und in der Öffentlichkeit an.

## Einzelbelege
1. 1 2 3 4 5   Susan Orlean: The It-Bird: The Return of the back-yard chicken, The New Yorker, 28. September 2009, aufgerufen am 19. Juli 2015.
2. ↑  Permakultur: Mobiler Hühner-Traktor, aufgerufen am 15. Juli 2015.
3. ↑   Rent the Chicken lets you testrun raising backyard Chickens, aufgerufen am 19. Juli 2015.
4. ↑   Zu den zehn bestehenden Wanderhuhnställen, die teils bei Wallner, teils bei Landwirten in Moosdorf stehen, sollen heuer zehn bis 15 dazukommen (Memento vom 28. Juli 2016 im Internet Archive)  WirtschaftsBlatt.at